# Элия Домиция Паулина
Элия Домиция Паулина (лат. Aelia Domitia Paulina) — старшая сестра римского императора Адриана.
Элия Домиция Паулина была старшим ребёнком и единственной дочерью в семье Домиции Паулины и претора Публия Элия Адриана Афра. У неё был младший брат Адриан, ставший впоследствии императором. Паулина, скорее всего, родилась и выросла в Италике (близ современной Севильи, Испания) в римской провинции Бетика.
Когда её родители умерли около 86 года, Паулина и её брат были взяты под опеку двоюродным братом их отца Траяном и Публием Ацилием Аттианом. До своего вступления на престол в 98 году Траян выдал Паулину замуж за римского политика испанского происхождения Луция Юлия Урса Сервиана. Во время правления Траяна (98—117 годы) у Паулины и Сервиана родилась дочь Юлия Сервиана Паулина.
Перед смертью Траяна в 117 году Паулина и Сервиан устроили брак Юлии и сенатора испанского происхождения Гнея Педания Фуска Салинатора. У них родился сын Гней Педаний Фуск Салинатор. Элия Домиция Паулина скончалась около 130 года, во всяком случае, после 125 года. Её брат и супруг устроили торжественное погребение, но в частном порядке. Адриан публично не почитал свою сестру после её смерти в течение долгого времени. Однако были обнаружены надписи в Фундах, Литтосе на Крите и в Атталее, прославляющие Паулину как сестру императора.